# Mas de la Pietat
El Mas de la Pietat és un mas fortificat al terme municipal de Palamós (Baix Empordà) declarat bé cultural d'interès nacional. És a l'esquerra del camí que mena al castell de Vila-romà. La torre en un principi deuria estar isolada, ja que el matacà que protegia la porta d'entrada avui dona sobre la casa. El conjunt de la masia està molt edificat i s'hi veuen afegits d'èpoques molt diverses. La torre adossada a un dels extrems, està molt ben conservada. Té forma cilíndrica i pren una alçada de 10 metres. Consta de tres plantes i terrat. El coronament el formen set merlets esglaonats amb espitllera al mig i conserva, en perfectes condicions, el matacà de pedra de granit, sostingut per mènsules. Té dues finestres, una a la segona planta i l'altra a la tercera, aquesta última amb espitllera sota l'ampit. Al costat oest hi ha dues entrades, al primer i al tercer pis, i al nord-oest l'entrada original sota el matacà, al segon pis. Els diferents nivells estan separats per voltes esfèriques rebaixades de còdols i argamassa i es comuniquen per trapes.